# Wojciech Kowalewski
Wojciech Kowalewski (pron. ˈvɔjtɕɛx kɔvaˈlɛvski; Białystok, 11 settembre 1977) è un ex calciatore polacco, di ruolo portiere.

## Carriera

### Club
Kowalewski fece il proprio debutto in massima serie con la maglia del Wigry Suwałki durante la stagione 1996-1997, ma è stato solo nel 2001, dopo un prestito al Dyskobolia (squadra di seconda divisione), che il portiere è riuscito a sistemarsi al Legia Varsavia. A metà della stagione si spostò allo Šakhtar Donec'k: concesse solo un gol in 9 partite, e lo Šakhtar si accaparrò il titolo di Campione d'Ucraina per la prima volta nella storia. La stagione successiva una sconfitta per 5-1 in Coppa UEFA contro l'Austria Vienna costò il posto a Kowalewski e lo costrinse ad andare in prestito allo Spartak Mosca, nell'estate del 2003.
Ad agosto, al debutto, concesse tre gol in un derby contro la Dinamo Mosca. Nel novembre 2003 fu acquistato a titolo definitivo. Cominciò a migliorare, saltando solo tre gare di campionato nelle successive quattro stagioni e guadagnando il titolo di vice-capitano.
Nei primi mesi del 2008 Kowalewski è tornato in patria, per giocare nel Korona Kielce, squadra di Ekstraklasa, la massima serie del calcio polacco. Nell'estate 2008 passa ai greci dell'Iraklis.

### Nazionale
Kowalewski fece il proprio esordio con la Nazionale della Polonia nel febbraio 2002. Giocò solo qualche partita prima di essere riconvocato all'inizio delle qualificazioni al campionato d'Europa 2008 e poi il 6 giugno 2008 per la fase finale al posto dell'infortunato Kuszczak.

## Statistiche

### Cronologia presenze e reti in Nazionale
| Cronologia completa delle presenze e delle reti in nazionale ― Polonia | Cronologia completa delle presenze e delle reti in nazionale ― Polonia | Cronologia completa delle presenze e delle reti in nazionale ― Polonia | Cronologia completa delle presenze e delle reti in nazionale ― Polonia | Cronologia completa delle presenze e delle reti in nazionale ― Polonia | Cronologia completa delle presenze e delle reti in nazionale ― Polonia | Cronologia completa delle presenze e delle reti in nazionale ― Polonia | Cronologia completa delle presenze e delle reti in nazionale ― Polonia |
| Data                                                                   | Città                                                                  | In casa                                                                | Risultato                                                              | Ospiti                                                                 | Competizione                                                           | Reti                                                                   | Note                                                                   |
| ---------------------------------------------------------------------- | ---------------------------------------------------------------------- | ---------------------------------------------------------------------- | ---------------------------------------------------------------------- | ---------------------------------------------------------------------- | ---------------------------------------------------------------------- | ---------------------------------------------------------------------- | ---------------------------------------------------------------------- |
| 10-2-2002                                                              | Limassol                                                               | Polonia                                                                | 2 – 1                                                                  | Fær Øer                                                                | Amichevole                                                             | -                                                                      | 76’                                                                    |
| 21-8-2002                                                              | Stettino                                                               | Polonia                                                                | 1 – 1                                                                  | Belgio                                                                 | Amichevole                                                             | -                                                                      | 46’                                                                    |
| 7-9-2002                                                               | Serravalle                                                             | San Marino                                                             | 0 – 2                                                                  | Polonia                                                                | Qual. Euro 2004                                                        | -                                                                      |                                                                        |
| 7-2-2004                                                               | San Fernando                                                           | Polonia                                                                | 6 – 0                                                                  | Fær Øer                                                                | Amichevole                                                             | -                                                                      | 46’                                                                    |
| 25-8-2005                                                              | Kiev                                                                   | Polonia                                                                | 3 – 2                                                                  | Serbia e Montenegro                                                    | Amichevole                                                             | -2                                                                     | 80’                                                                    |
| 16-11-2005                                                             | Ostrowiec Świętokrzyski                                                | Polonia                                                                | 3 – 1                                                                  | Estonia                                                                | Amichevole                                                             | -1                                                                     | 46’                                                                    |
| 6-9-2006                                                               | Varsavia                                                               | Polonia                                                                | 1 – 1                                                                  | Serbia                                                                 | Qual. Euro 2008                                                        | -1                                                                     | 90’                                                                    |
| 7-10-2006                                                              | Alma-Ata                                                               | Kazakistan                                                             | 0 – 1                                                                  | Polonia                                                                | Qual. Euro 2008                                                        | -                                                                      |                                                                        |
| 11-10-2006                                                             | Chorzów                                                                | Polonia                                                                | 2 – 1                                                                  | Portogallo                                                             | Qual. Euro 2008                                                        | -1                                                                     | 90’                                                                    |
| 7-2-2007                                                               | Jerez de la Frontera                                                   | Polonia                                                                | 2 – 2                                                                  | Slovacchia                                                             | Amichevole                                                             | -                                                                      | 64’                                                                    |
| 10-10-2009                                                             | Praga                                                                  | Rep. Ceca                                                              | 2 – 0                                                                  | Polonia                                                                | Qual. Mondiali 2010                                                    | -2                                                                     |                                                                        |
| Totale                                                                 |                                                                        | Presenze                                                               | 11                                                                     |                                                                        | Reti                                                                   | -7                                                                     |                                                                        |